# Салтыков, Степан Иванович
Степа́н Ива́нович Салтыко́в (ум. ок. 1706) — стольник, боярин, воевода из рода Салтыковых, внук Михаила Глебовича Кривого.

## Биография
После присоединении Смоленска к России (1654 г.) внуки Михаила Глебовича присягнули на верность русскому царю. Первоначально Степан Иванович служил на Москве стольником. Первое известное назначение Степана Ивановича — воеводой Великого Устюга.
В 1681 году Степан Иванович — боярин, возглавил Судный приказ.
В 1690 году Степан Иванович отправился в Сибирь, где до 1696 года был городовым воеводой Тобольска. 
1 ноября 1698 года Пётр I, завоевавший город Азов, поставил туда воеводой Степана Ивановича. Это был очень ответственный пост, основной задачей Степана Ивановича было обеспечить постройку кораблей, к чему он относился ответственно. Корабельный мастер Э. Бекгам в декабре 1700 года сообщал Петру, что Степан Салтыков «каждый день приходил флот смотреть, а сегодня он пришел и у флота будет жить и мне приказывал все делать, что надобно». Но в том же 1700 году Степан Иванович оставил пост воеводы Азова и перебрался в Москву, где и прожил последние годы жизни.
Последний раз Степан Иванович упомянут в боярской книге в 1707 году с пометкой «умре».

## Брак и дети
Имя жены Степана Ивановича неизвестно. Дети:
- Фёдор Степанович (ум. 2 (13) августа 1715), спальник, морской агент в Лондоне
- Иван Степанович (ум. после 1713), жилец, поручик в генеральстве Н. И. Репнина[2]
- Пётр Степанович